# Panabo
Panabo es una ciudad filipina de tercera categoría, situado en la parte sudeste de la isla de Mindanao. Forma parte de  la provincia de Dávao del Norte situada en la región administrativa de Dávao. Para las elecciones está encuadrado en el Segundo Distrito Electoral. Forma parte del área metropolitana de Dávao.

## Barrios
El municipio  de Panabo se divide, a los efectos administrativos, en 40 barangayes o barrios, conforme a la siguiente relación:
| - A. O. Floirendo - Datu Abdul Dadia - Buenavista - Cacao - Cagangohán - Consolación - Dapco - Gredu (Población) | - J.P. Laurel - Kasilak - Katipunán - Katualán - Kauswagán - Pequeño Panay - Panaga de Arriba (Roxas) - Mabunao | - Maduao - Malativas - Manay - Nanyo - Nueva Málaga (Dalisay) - Nueva Malitbog - Nueva Pandán (Población) - Nuevas Visayas | - Quezón - Salvación - San Francisco (Población) - San Nicolás - San Roque - San Vicente - Dávao del Sur - Santa Cruz | - Santo Niño (Población) - Sindatón - Tagpore - Tibungol - Licanán de Arriba - Waterfall - San Pedro |

## Historia
El actual territorio de la provincia de Dávao Oriental fue parte de la provincia de Caraga durante la mayor parte del Imperio español en Asia y Oceanía (1520-1898).
A principios del siglo XX la isla de Mindanao se hallaba dividida en siete distritos o provincias.

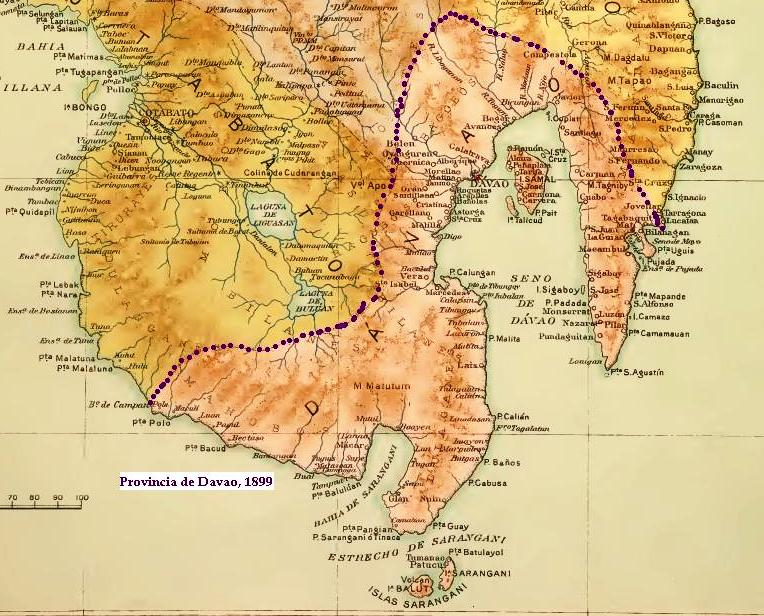
El Distrito 4º de Dávao en 1899.

El Distrito 4º de Dávao, llamado hasta 1858  provincia de Nueva Guipúzcoa, tenía por capital el pueblo de Dávao e incluía la  Comandancia de Mati.
Formaba parte de la provincia de Dávao, entonces conocido como Magugpo, era uno de los barrios de Taúm.
El 19 de julio de 1949 pasa a convertirse en municipio.
El 18 de junio de 1966 fue creado el nuevo municipio de Carmen segregado de su término. Lo forman los barrios de Ising, Mabuhay, Minda, Cebulano, Cuatro-cuatro, Lapaz, Santo Niño, Mangalcal, Nueva Camiling, Alejal, Magsaysay, Tuganay, Bingcungan, Anibongan, San Isidro, Mabawas y Cabayangan. Así como los sitios de Tibulao, Tubod, Small La Pax, Dila-dila, Taba, Tagum, Lawaan, Balisong, Magudising, Calabasa, y Nueva Casay.
El 28 de febrero de 2001 le fue otorgada la Carta de Ciudad (Charter of the City of Panabo) convirtiéndose en ciudad este municipio.